# کلدیتز
شهر کلدیتز در ایالت زاکسن در کشور آلمان واقع شده است.